# اکتور سانتوس
اکتور سانتوس (اسپانیایی: Héctor Santos‎; ۲۹ اکتبر ۱۹۴۴ – 7 de Mayo de 2019) بازیکن فوتبال اهل اروگوئه بود.
از باشگاه‌هایی که در آن بازی کرده‌است می‌توان به باشگاه ورزشی دفنسور، باشگاه فوتبال آلیانزا لیما، باشگاه فوتبال پنیارول، باشگاه فوتبال ناسیونال، باشگاه فوتبال لیورپول (مونته‌ویدئو)، باشگاه ورزشی بارسلونا، و باشگاه فوتبال سرو اشاره کرد.
وی همچنین در تیم ملی فوتبال اروگوئه بازی کرده‌است.